# (37569) 1989 UG
1989 يو جي (ويعرف أيضًا باسم (37569) 1989 يو جي وفق تسمية الكوكب الصغير) (بالإنجليزية: 1989 UG)‏ هو كويكب ضمن حزام الكويكبات؛ وترتيبه 37569 من حيث الاكتشاف.
اكتُشف هذا الجُرم الفلكي بواسطة Yoshiaki Oshima ‏ في 23 أكتوبر 1989.

## وصلات خارجية
- (37569) 1989 UG في قاعدة بيانات مختبر الدفع النفاث لأجرام النظام الشمسي الصغيرة

- الاكتشاف · مخطط المدار ·  العناصر المدارية · المعلمات المادية

- (37569) 1989 UG على موقع ويكي سكاي: DSS2, SDSS, GALEX, IRAS, Hydrogen α, X-Ray, Astrophoto, Sky Map, Articles and images